# The Mist
The Mist is een Amerikaanse horrorfilm uit 2007 onder regie van Frank Darabont. Deze verfilmde daarvoor een gelijknamig verhaal uit het boek Dark Forces (1980) van Stephen King.

## Verhaal
Door een plotseling opstekende storm komt David Drayton samen met zijn zoontje Billy en buurman Brent Norton vast te zitten in de lokale supermarkt. Deze wordt omringd door een al even plots opkomende dikke mist. Wanneer Dan Miller vervolgens met een bloedneus komt binnengestormd, waarschuwt hij iedereen dat er iets bloeddorstigs in de mist huist. Hiervan krijgen ze bevestiging wanneer Norm toch naar buiten gaat om de luchtafvoer van de generator te ontstoppen en door tentakels bezaaid met nagels uit elkaar wordt gereten.
Terwijl Drayton samen met onder meer Dan, Jim, Amanda Dumfries en Irene Reppler probeert rationeel te blijven nadenken, is de godsdienstwaanzinnige Mrs. Carmody ervan overtuigd dat het einde der tijden is aangebroken en de wraakzuchtige God uit het Oude Testament de mensheid komt afrekenen op hun zonden. Wat Drayton al vreesde, komt uit wanneer Carmody gedurende de geïsoleerde dagen die volgen, steeds meer van de eenvoudige dorpsbevolking aan haar kant krijgt, zich opwerpt als instrument van God en gehoorzaamheid eist.
Het komt Drayton ter ore dat wat er werkelijk speelt, een geheim experiment van het Amerikaanse leger is. Soldaat Jessup vertelt hem dat het middels Project Arrowhead geprobeerd heeft een poort naar een andere dimensie te openen om daar rond te kunnen kijken. Alleen zijn de bewoners van die andere dimensie door de toegang naar deze realiteit gestapt. Als gevolg daarvan belegeren allerlei soorten draakachtige wezens, reusachtige insecten en meer monsterlijke gedaantes de mensenwereld en de supermarkt waarin de bevolking zich verschanst heeft. Met haar glazen voorkant, kan de schuilplaats alleen nooit lang standhouden.
Gedurende de climax bereiken vijf van de mensen een auto in de dichte mist, onder wie Drayton en zijn zoontje. Ze rijden tot de benzine op is, maar vinden geen uitweg. Drayton pakt zijn wapen en ziet dat er maar vier kogels zijn. Omdat niet iedereen zelfmoord kan plegen daardoor, schiet hij de andere vier met hun toestemming dood, inclusief zijn eigen kind. Daarna loopt hij naar buiten om zich door een van de beesten om te laten brengen. Dan komen er tanks aanrijden en blijkt hij gered. Als de groep mensen vijf minuten langer had gewacht, dan hadden ze het allemaal overleefd.

## Rolverdeling
- Thomas Jane: David Drayton
- Marcia Gay Harden: Mrs. Carmody
- Laurie Holden: Amanda Dunfrey
- Andre Braugher: Brent Norton
- Toby Jones: Ollie Weeks
- William Sadler: Jim Grondin
- Jeffrey DeMunn: Dan Miller
- Frances Sternhagen: Irene Reppler
- Nathan Gamble: Billy Drayton
- Alexa Davalos: Sally
- Chris Owen: Norm
- Sam Witwer: Soldaat Jessup
- Robert C. Treveiler: Bud Brown
- David Jensen: Myron
- Andy Stahl: Mike Hatlen
- Buck Taylor: Ambrose Cornell
- Brandon O'Dell: Bobby Eagleton
- Susan Malerstein: Hattie

## Trivia
- Het einde van de film wijkt af van die in het boek. De climax in de verfilming is met name negatiever.
- Marcia Gay Harden won een Saturn Award voor haar rol. Regisseur Darabont en de film werden genomineerd voor dezelfde prijs.